# Tartano
Tartano je komuna (obec) v provincii Sondrio v italském regionu Lombardie, která se nachází asi 80 kilometrů severovýchodně od Milána a asi 15 kilometrů jihozápadně od Sondria. Žije zde 194 obyvatel. Má rozlohu 47,3 km².
Tartano sousedí s následujícími obcemi: Albaredo per San Marco, Foppolo, Forcola, Fusine, Mezzoldo, Talamona, Valleve.